# 三氟化镨
三氟化镨是一种无机化合物，化学式为PrF3，是镨最稳定的氟化物。

## 制备
三氟化镨通常利用复分解法来制备，如硝酸镨和氟化钠反应，生成的浅绿色沉淀即为三氟化镨：
Pr(NO3)3 + 3 NaF → 3 NaNO3 + PrF3
无水氯化镨和三氟化铝共熔，三氯化铝升华后，可以得到三氟化镨。
也有文献报道三氟化氯和镨的各种氧化物（Pr2O3、Pr6O11以及PrO2）反应，三氟化镨是唯一产物。三氟化溴和在空气中放置一段时间的氧化镨反应也有三氟化镨生成，但反应不完全；草酸镨的水合物和三氟化溴反应，可以得到三氟化镨，并且有碳生成。氧化镨和六氟化硫在584 °C反应，也能得到三氟化镨。